# Mianserin

Mianserin

Mianserin, được bán dưới tên thương hiệu Tolvon và các thương hiệu khác, là thuốc chống trầm cảm không điển hình, được sử dụng chủ yếu trong điều trị trầm cảm ở châu Âu và các nơi khác trên thế giới. Nó là một thuốc chống trầm cảm tetracyclic (TeCA). Mianserin có liên quan chặt chẽ với mirtazapine, cả về mặt hóa học và tác dụng và tác dụng của nó, mặc dù có sự khác biệt đáng kể giữa hai loại thuốc.

## Sử dụng trong y tế
Mianserin với liều cao hơn (30–90 mg / ngày) được sử dụng để điều trị bệnh rối loạn trầm cảm chính.
Thuốc này cũng có thể được sử dụng ở liều thấp hơn (khoảng 10 mg/ngày) để điều trị chứng mất ngủ.

## Chống chỉ định
Nó không nên được trao cho những người dưới 18 tuổi, vì nó có thể làm tăng nguy cơ cố gắng tự tử và suy nghĩ tự tử, và nó có thể làm tăng sự hung hăng.
Mặc dù không có bằng chứng cho thấy nó có thể gây hại cho thai nhi từ các mô hình động vật, nhưng không có dữ liệu nào cho thấy nó an toàn cho phụ nữ mang thai.
Những người bị bệnh gan nặng không nên dùng mianserin và nên thận trọng khi dùng cho những người bị động kinh hoặc những người có nguy cơ bị co giật, vì nó có thể làm giảm ngưỡng cho cơn động kinh.

## Tác dụng phụ
Các tác dụng phụ rất phổ biến (tỷ lệ mắc> 10%) bao gồm táo bón, khô miệng và buồn ngủ khi bắt đầu điều trị.